# Juan I de Viennois

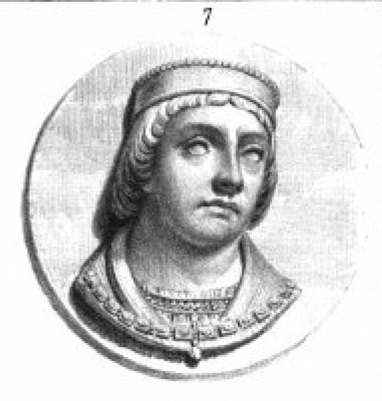
Juan I de Viennois

Juan I de Borgoña (¿?, 1264 - Bonneville, 24 de septiembre de 1282), fue un noble francés, delfín de Viennois, conde de Albon, de Grenoble, de Oisans, de Briançon y de Embrun de 1269 hasta 1282. Hijo de Guigues VII y de Beatriz de Saboya.
A la edad de cinco años muere su padre, quedando su madre en la regencia del Delfinado. En 1280 se casó con Bona de Saboya (1275 - 1300), hija del conde Amadeo V de Saboya y de Sibila de Baugé. Murió de una caída de caballo. Este matrimonio no tuvo descendencia, por lo que Juan fue sucedido por su cuñado Humberto de la Tour de Pin, marido desde 1273 de su hermana Ana, delfina de Viennois y condesa de Albon.